# Bahujan Samaj Party (Ambedkar)
Bahujan Samaj Party (Ambedkar) var en utbrytargrupp ur det politiska partiet Bahujan Samaj Party i Punjab och Haryana i Indien. Partiets ordförande var Devi Dass Nahar och dess generalsekreterare var Vijay Kumar Hans (senare ledare för Democratic Bharatiya Samaj Party). Själva uppgav partiet att de hade 100 000 aktivister (en grav överdrift).
I delstatsvalet i Punjab 2002 hade BSP(A) lanserat 23 kandidater, som tillsammans fick 20 260 röster.
BSP(A) återförenades med BSP den 31 december 2003.